# Брейнтрі (Вермонт)
Брейнтрі (англ. Braintree) — місто (англ. town) в США, в окрузі Орандж штату Вермонт. Населення — 1207 осіб (2020).

## Демографія
Згідно з переписом 2010 року, у місті мешкало 1246 осіб у 531 домогосподарстві у складі 356 родин. Було 645 помешкань
Расовий склад населення:
| - 98,0 % — білих - 0,2 % — корінних американців - 0,2 % — чорних або афроамериканців - 0,2 % — азіатів |

До двох чи більше рас належало 1,4 %. Частка іспаномовних становила 0,7 % від усіх жителів.
За віковим діапазоном населення розподілялося таким чином: 20,0 % — особи молодші 18 років, 64,8 % — особи у віці 18—64 років, 15,2 % — особи у віці 65 років та старші. Медіана віку мешканця становила 45,3 року. На 100 осіб жіночої статі у місті припадало 95,3 чоловіків;  на 100 жінок у віці від 18 років та старших — 93,2 чоловіків також старших 18 років.
Середній дохід на одне домашнє господарство  становив 66 990 доларів США (медіана — 59 643), а середній дохід на одну сім'ю — 73 946 доларів (медіана — 67 578). Медіана доходів становила 41 181 долар для чоловіків та 35 833 долари для жінок. За межею бідності перебувало 9,2 % осіб, у тому числі 11,9 % дітей у віці до 18 років та 5,1 % осіб у віці 65 років та старших.
Цивільне працевлаштоване населення становило 618 осіб. Основні галузі зайнятості: виробництво — 22,8 %, освіта, охорона здоров'я та соціальна допомога — 20,2 %, роздрібна торгівля — 12,6 %, транспорт — 8,7 %.